# Tephrosia kalamboensis
Tephrosia kalamboensis är en ärtväxtart som beskrevs av Richard Kenneth Brummitt och Jan Bevington Gillett. Tephrosia kalamboensis ingår i släktet Tephrosia och familjen ärtväxter. Inga underarter finns listade i Catalogue of Life.